# صرف توزیعی
در زبان‌شناسی زایشی، صرف توزیعی چارچوبی نظری است که در سال ۱۹۹۳ توسط موریس هله و الک مرنتز معرفی شده‌است. ادعای اصلی صرف توزیعی این است که هیچ تمایزی میان ساخت کلمات و جملات جملات وجودندارد. نحو، تنها موتور زایای‌ای است که تناظرهای صورت-معنا را شکل‌می‌دهد؛ چه گروه‌های پیچیده و چه واژه‌های پیچیده. این رویکرد مفهوم سنتی واژگان را به عنوان واحدی که در آن واژه‌های مشتق شکل‌گرفته و تناظرهای صورت-معنای منحصر به فرد ذخیره‌می‌شوند، به چالش می‌کشد. در صرف توزیعی هیچ واژگان یکپارچه‌ای مانند آنچه در اوایل دستور زایشی مسئول ترکیب واژه بود، وجودندارد. بلکه نقشی که نظریه‌ها به واژگان نسبت‌می‌دهند، در میان دیگر اجزای دستور زبان توزیع شده‌است.

## مروری بر صرف توزیعی
اصل ابتدایی صرف توزیعی این است که تنها یک موتور زایا برای ترکیب واژه‌ها و گروه‌های پیچیده وجود دارد. هیچ تقسیم‌بندی‌ای میان نحو و ساختواژه وجودنداشته و هیچ واژگان ذهنی‌ای در مفهوم سنتی دستور زایشی وجودندارد. در واقع صرف توزیعی مفهوم واژگان ذهنی را آنگونه که پیش‌تر به آن اشاره می‌شد، کاملاً رد می‌کند. هر عملیاتی که در رویکرد واژه‌گرا در واژگان رخ می‌داد، در صرف توزیعی مبهم درنظرگرفته‌می‌شود و بین مراحل و فهرست‌های مختلف توزیع می‌شود.
در تضاد با مدل صرفی‌نحوی نظریه واژه‌گرا، صرف توزیعی سه مرحله را در ساخت گفتار فرض‌می‌کند: نخست اینکه فهرست فورمتیو ورودی نحو را فراهم می‌کند، به‌دنبال آن عملکردهای نحوی را داریم، و سپس فهرست اکسپوننت برای محتوای واج‌شناختی را تهیه‌می‌کند؛ بنابراین، اصطلاح صرف توزیعی به این دلیل به‌کارمی‌رود که ساختواژه یک گفتار محصول عملکردهای توزیع‌شده در بیش از یک مرحله، و با محتویاتی بیش از یک فهرست است.
سه فهرست در صرف توزیعی وجوددارد: فهرست صوری‌ساز، فهرست اکسپوننت (عناصر واژگانی)، و دانشنامه. عناصر از این سه فهرست وارد اشتقاق در مراحل مختلف می‌شوند.

### فهرست صوری‌ساز
در صرف توزیعی فهرست صوری‌ساز، که گاهی واژگان نامیده‌می‌شود (هرچند از کاربرد این اصطلاح اجتناب می‌گردد)، شامل تمام خوشه‌های معنایی و گاهی مشخصه‌های نحوی است که می‌توانند وارد محاسبات نحوی شوند. این‌ها مشخصه‌های قابل‌تعبیر یا غیرقابل‌تعبیر هستند (م: [+/- جاندار]، [+/- قابل‌شمارش]، و مانند آن) که در نحو از طریق عملکردهای نحوی سنتی (م: ادغام، حرکت، یا مطابقه در رویکرد کمینه‌گرا) دستکاری می‌شوند. این خوشه‌های مشخصه فاقد هرگونه محتوای واج‌شناختی هستند؛ محتوای واج‌شناختی تنها پس از مرحله بازنمون، که بعد از پایان تمام عملکردها است، برای آن‌ها تعیین‌می‌شود؛ بنابراین در صرف توزیعی فهرست صوری‌ساز از واژگان در دستور سنتی زایشی که شامل موارد واژگانی یک زبان (م: واژه‌ها و تکواژها) است، تفاوت دارد.
فهرست صوری‌ساز حاوی ریشه‌هاست. ریشه‌ها، به‌خودی خود، فاقد مقوله دستوری هستند و صرفاً خوشه مشخصه‌های معنایی را بازنمایی‌می‌کنند. مفهوم ریشه در صرف توزیعی با √ و یک عدد اختیاری نشان داده می‌شود. برای مثال واژه love بدون مقوله دستوری و به صورت √lv362 در لیست اطلاعی نشان‌داده‌می‌شود.

## یادداشت
1. ↑  Halle, Morris & Alec Marantz. 1993. 'Distributed Morphology and the Pieces of Inflection.' In The View from Building 20, ed. Kenneth Hale and S. Jay Keyser. MIT Press, Cambridge, 111–176.
2. ↑  «نسخه آرشیو شده». بایگانی‌شده از اصلی در ۱۶ ژوئیه ۲۰۱۵. دریافت‌شده در ۷ مارس ۲۰۱۸.
3. ↑  Andrew Nevins "Lectures on Postsyntactic Morphology" ling.auf.net